# Кулпин
Кулпин (слов. Kulpín) је насеље у Србији, у општини Бачки Петровац, у Јужнобачком округу. Према попису из 2022. било је 2431 становника.

## Положај насеља
Кулпин је на јужно бачкој лесној тераси између Бачког Петровца и Равног Села. Поред југоисточне ивице села се налази канал Стапар–Нови Сад, који је у систему канала Дунав–Тиса–Дунав проширен и врши више функција. Кроз Кулпин пролази пут Гложан–Бачки Петровац–Кулпин–Равно Село који је асфалтиран.

## Историја Кулпина
Војводина је равница кроз коју протичу три велике реке. Због тога је увек изложена честим и дугим поплавама које су имале пресудан утицај на изглед овог дела Панонског басена. И у деловима који нису били у непосредној близини река преовладале су мочваре, велике стајаће воде и безброј плитких језера која су лети пресушила, но била је довољна јача киша па да се поново напуне водом. У току топлих годишњих доба, када се вода повлачила, расла је ту бујна трава и трска и све је то личило на једну велику пустару (степу), а већ у првим јесењим кишама јавиле су се подземне воде. Управо због тог смењивања изразито сувих и влажних периода у години било је ту изразито мало пијаће воде и дрвећа. У Бачкој се налазио под водом централни део где је касније прокопан канал, а дуж обе стране Дунава и Тисе (и мањих речица) пружао се читав низ мочвара, бара и ритова. У тим непрегледним баруштинама била су легла безброј врста инсеката, који су досађивали и људима и стоци, посебно лети и у јесен. Зато су се у старом и средњем веку насеља градила на узвишењима. Кулпин је са својом околином за наше појмове Бачке доста високо постављан, а највиша тачка је узвишење “Клиса”, западно од данашњег Кулпина (89 m надморске висине). Када узмемо у обзир све горе поменуте чињенице, онда је врло вероватна претпоставка да је Кулпин био настањен још у палеолиту (старије камено доба), јер данашња локација Кулпина са својом ближом околином налази се за ове појмове на релативно узвишенијем терену. То је велика зараван чије највише тачке ("Клиса“, „Вињичке“). Становници овога Кулпина су живели у земуницама и бавили се сточарством, ловом и риболовом. Најстарији запис о Кулпину датира од 28. фебруара 1345. године. Касније се Кулпин више пута помиње у различитим историјским списима. Више пута је био опустошен од стране Турака а једном од татарских хорди. Локација се више пута мењала; “Клиса”, “Вињичке”, “Пескара” увек приликом новог насељавања.
Пре но што било шта од конкретних историјских чињеница кажемо мора се рећи да до сада је још увек непознаница како је насеље добило име Кулпин, јер раније тврдње мађарске историографије како је насеље добило име Кулпин су врло дискутабилне и не могу се доказати.
Постоје подаци да је Кулпин био настањен још у доба Краља Бела IV (1235–1270). У мађарским хроникама се помиње у години 1345–1348. под именом "Kurpee" а 1418–1442. под именом "Kwalpi". Под називом Кулпин први пут се помиње у српским изворима, и то као једно од места које је у првој половини 15. века држао Ђурађ Бранковић. Такође постоје подаци о томе да је Кулпин био насељен и током турског периода.
О доласку првих Словака у Кулпин немамо тачних података. Први пут се у неком документу, Словаци у Кулпину помињу 1758. године. Историчари су мишљења да су се први Словаци доселили у Кулпин три године раније; но то је само претпоставка. Битно је да су Словаци и Срби у то време живели у добрим односима.

## Спахије Стратимировићи
Насеље постаје пустара након Карловачког мира (1699) и ослобођења ових крајева од Турака. Царица Марија Терезија га је 1745. године даровала српској породици Вучковић-Стратимировић, пореклом из Херцеговине, и то за војничке заслуге у рату против Турака. У време аустро-турског рата 1737. године браћа Стратимировић – Богић, Томо, Иван и Никола – дигла су устанак у Херцеговини. На позив тадашњег српског патријарха, Арсенија IV Јовановића Шакабенте, устаници из српских брђанских племена и арбанашки Клименти притекли су у помоћ Аустрији. Са турском војском су се сукобили код Новог Пазара, Сјенице и Нове Вароши. Надмоћне турске трупе присилиле су аустријску војску и устанике на повлачење.
Бојећи се турске одмазде, патријарх је, заједно са пратњом и народом, кренуо на север. У овој, тзв. Другој сеоби било је и устаника из Херцеговине. У јесен те године двојица браће Стратимировића – Богић и Иван – кренула су са кнезом Алексом Миличевићем у Беч. Они су ишли с намером да цару пренесу поруку херцеговачког народа који је био спреман да са 30.000 момака помогне Аустрију у рату против Турске. Посредством грофа Херберштајна, војног заповедника у Крајини, и хрватског бана Јосифа Естерхазија, примљени су код цара Карла VI. Као доказ за наведену понуду накнадно су прибавили и приложили „Изјаву“ херцеговачке скупштине и народа, коју су потписала 42 угледна херцеговачка главара. Један од њихових захтева био је да Аустрија пошаље своју војску у Херцеговину. Ратно веће је прихватило ову понуду. Међутим, у том тренутку тамо није било могуће упутити војску. Турске трупе су се утврдиле на Сави и Уни, па су се Богић и Иван са осталим избеглим Херцеговцима придружили Аустријанцима у рату против Турака на подручју Војне крајине. Рат је завршен Београдским миром 1739, којим је коначно утврђена граница између Аустрије и Турске на Сави и Дунаву. С обзиром на то да је Босна и Херцеговина остала у Турској, браћа Вучковић-Стратимировић затражила су од царице Марије Терезије одобрење за трајно настањивање на аустријској територији својих и неколико стотина других породица из Херцеговине. Царица им је прихватила молбу и признала племићку титулу. Повељом од 17. јула 1745. године даровала им је „селиште“ Кулпин са 10.000 јутара земље. Стратимировићи су за себе задржали 3.200 јутара.
Сваком брату је припало по 800 јутара, а остатак је, изузимајући ливаде, подељен на 80 „сесија“, које су дељене на половине или четвртине и додељиване новонасељеним породицама, с тим што је сваки брат задржао и право убирања тзв. десетка од својих 20 сесија. Сматра се да је тада у Кулпин насељено око 200 породица из Херцеговине.
Стратимировићи су куће саградили на ободу простране пољане – зване Долина, прво мале привремене, а затим веће, господске. Једна од њих налазила се на месту где је данас словачка евангелистичка црква. Из тог времена је сачуван тзв. мали дворац (друга половина 18. века) и „велики дворац“ или „каштел“, изграђен 1826. године. На другој страни долине, преко пута, саграђена је православна црква, парохијални дом, српска школа и општинска кућа.
Православни храм је грађен 1809–1813. године, на темељима некадашње дрвене црквице. Посвећен је Вазнесењу Исуса Христа (празник познат у народу под називом Спасовдан). Краси га велелепни иконостас, рад познатог војвођанског сликара Јована Клајића (1846–1862). У порти цркве сахрањени су неки од чланова породице Стратимировић. Уметник Христифор Жефаровић је портретисао браћу Стратимировића, Ивана (1744) и Богића (1745). Копије тих портрета је због њихове пропасти израдио 1812. године новосадски сликар Арса Теодоровић.
Подижући насеље, Стратимировићи су се првих година након досељавања прилично задужили. Право убирања прихода од аренде су, погодбом из 1756. године, уступили барону Франу Брњаковићу, и то на 10 година. Та година се помиње и као година почетка досељавања Словака у Кулпин. Словаци данас чине већину становништва овог насеља. Михал Милан Харминц (1869–1964), чувени словачки архитекта, и Феликс Кутљик III (1883–1954), публициста и привредник, потичу из ове средине.
Породица Стратимировић дала је неколико угледних и образованих личности. Међу њима се посебно истичу Стефан Стратимировић и Ђорђе Стратимировић. Стеван Стратимировић, карловачки митрополит (1790–1836), неколико деценија је био духовни и идејни вођа српског народа у Хабзбуршкој монархији. Вештом и проницљивом политиком помагао је ослободилачку борбу Срба у Првом и Другом устанку против Турака. Заслужан је за оснивање прве српске гимназије (1791) и прве богословије (1794) у Сремским Карловцима, затим гимназије у Новом Саду (1810), учитељске школе у Сентандреји (1811) и многих других просветних и културних установа. Ђорђе Стратимировић (1822–1908) био је командант српске војске у револуцији 1848/49. Ђорђе је од 1849. активно службовао у аустријској војсци и стекао чин генерал-мајора. За Аустрију је вршио дипломатске мисије у Црној Гори, на Крфу, у Епиру, Србији и Италији.
Дворац и већи део имања је у другој половини 19. века од Стратимировића откупио Матеј Семзо од Камјанике. Ова мађарска породица кратко је газдовала у Кулпину (1863–1889). Посед су 1889. године продали Лазару Дунђерском.

## Дунђерски и ново време
Породица Дунђерски управљала је имањем до краја Другог светског рата, тј. до 1945. године. Лазар и његов син Ђорђе дали су значајан допринос унапређењу пољопривреде у овом крају. Поред Кулпина, Дунђерски су били власници велепоседа у Чебу (данашњем Челареву), Камендину, Бечеју, Црној Бари и Хајдучици. Они су имали и палате у Пешти и Новом Саду. У њиховим домовима, укључујући и дворац у Кулпину, често су биле у гостима истакнуте личности културног, политичког и јавног живота оног времена. Велики дворац су, према пројекту новосадског архитекте Момчила Тапавице, реконструисали 1912. године. Имање им је, на основу Закона о аграрној реформи и колонизацији, одузето 1945. године. Комунистичка власт Демократске Федеративне Југославије је овим законом прописала земљишни максимум од 30 хектара. Вишак земље је одузиман и национализован. Одузимањем земље велепоседницима, банкама, црквама и другим субјектима створен је тада огроман земљишни фонд, који је дељен беземљашима и колонистима из пасивних и ратом уништених крајева ондашње Југославије. Тај чин довео је до крупних промена у аграрно-поседовним односима у Војводини.
На имању Дунђерских у Кулпину је након национализације основана пољопривредна задруга, која је све до 1991, односно до уступања комплекса Пољопривредном музеју користила дворац и помоћне објекте.
Комплекс са оба дворца, парком и украсном оградом је 1970. године, заштићен као културно добро. Он је 1991, одлуком Скупштине АП Војводине проглашен спомеником културе од великог значаја.
Посебно значајна кулпинска личност, несумњиво је Патријарх Српске православне цркве Георгије Бранковић. Он је рођен у Кулпину 13. марта 1830. године у свештеничкој породици, а као Патријарх је изградио српску женску школу и поклонио школи 30 јутара земље, на име издржавања школе.
Велики српски песник Лаза Костић, често је боравио у Кулпину, где је написао своју чувену песму Санта Марија дела Салуте, посвећену Ленки Дунђерској.
Будући да се Ђока Дунђерски оженио рођаком владарске породице Карађорђевић, чести гости кулпинског дворца били су и краљица Марија са синовима, принчевима Петром, Андрејем и Томиславом. Такође су се међу гостима могли видети и многе личности из политичког и јавног живота (представници владе Петар Живковић и Милан Стојадиновић, као и многи други).
У Другом светском рату, Кулпин је ослобођен 15. октобра 1944. године. У грађанском рату и распаду СФРЈ као војници ЈНА погинули су Ј. Ваљенћик – мајор и М. Ваљенћик – војник.

## Делатност
Кулпин има радно активних лица нешто више од половине укупног становништва. Велики број лица је запослен у пољопривреди 72,13%, у индустрији 7,21% у занатима 6,87% у просветно- културним и социјалним делатностима 1,93% и у трговини и угоститељству 1,48%.

## Клима
Климатска континенталност одражава се негативним јануарским и високим јулским температурама. За годишњи ток температура је упадљиво да се екстреми не подударају са летњим и зимским солстицијем, али са изузецима од ове претежне правилности.

## Културни споменици
Културни споменици Кулпина се углавном налазе у комплексу дворца који је припадао породици Стратимировић а затим породици Дунђерски и изграђени су после 1745. године када породица Стратимировић добија овде поседе.
- Мали дворац- стилски припада добу класицизма
- Велики дворац– година изградње није позната и оба дворца припадају стилски и временски епохи класицизма. Велики дворац је 1912. године добио садашњи изглед према пројекту М. Тепавца када је рестауриран.
- Православна црква, Храм Светог вазнесења Господњег, грађен је на темељима старе дрвене цркве. Почетак изградње храма је из 1809. године а завршен је 1813. године. Иконостас је радио Јован Клајић, познати војвођански сликар и представља јединствено уметничко дело „војвођанске иконографије“. Црква је грађена у западном стилу.
- Парк око дворца је под заштитом као споменик културе и у њему се налазе разне ретке биљке.
- Словачка евангеличка црква не припада овом комплексу и започета је градњом 1875. године по пројектима новосадског архитекта Алојза Цоцека и завршена је 1879. године у неороманском стилу, широка је 15 m а дугачка 31 m. Црква има двомануелне оргуље на којима је скулптура краља Давида.
- У парку у Кулпину налази се једанаест бисти, то су: Ђорђе Стратимировић (1822–1908), Јанко Краљ (1822–1876), Михал Милан Харминц (1869–1964), Павел Јозеф Шафарик (1795–1861), Милан Хоџа (1878–1944), Стефан Стратимировић (1757–1836), Георгије Бранковић (1830–1907),Јелена Ленка Дунђерски (1870–1895), Лаза Костић (1841–1910), Ђорђе Ђока Дунђерски (1873—1959) и Лазар Дунђерски (1833–1917).

## Музејски комплекс у Кулпину
Депанданс Музеја Војводине из Новог Сада. Смештен је у дворцу Дунђерских, окружен парком од око 4 хектара. Сталну поставку чине: изложба стилског намештаја – у дворцу и низ изложби из историје пољопривреде, јединствених у овом делу Европе – у помоћним зградама и у дворишту. Музеј у Кулпину још није регистрован као засебна музејска установа, иако је та иницијатива још пре два века покренута од стране локалне заједнице и многих академских личности. У Кулпину је 1993. године основан и регистрован Д. О. под називом Пољопривредни музеј у Кулпину који је организовао рестаурацију дуго година запуштеног дворца Дунђерски и осталих зграда, које су адаптиране за музејске потребе. Д. О. Пољопривредни музеј у Кулпину је 2011. године регистрован као Удружење за музејску аграрну баштину, који се бори да локални музеј буде кадровски и технички опремљен као самостална институција културе, која би била матична установа свим мањим, приватним музејима и аматерским збиркама из домена пољопривреде и села, етно-кућама и музејима на отвореном простору. Обе установе, Музеј Војводине и „Пољопривредни музеј“, упутиле су надлежним органима иницијативу да у складу са законом, Скупштина АП Војводине оснује самосталну установу музејске делатности – Пољопривредни музеј са седиштем у Кулпину – али иницијатива за сада није спроведена.

## Основна Школа у Кулпину
Основна школа Јан Амос Коменски је образовна установа са основним образовањем у Кулпину на два наставна језика српским и словачким језиком.

## Удружења и клубови у Кулпину
- Културно уметничко друштво „Звољен“
- Клуб Кулпинчана
- Удружење жена
- Месни одбор Матице словачке
- Ловачко друштво „Фазан“
- Ликовна секција Матице словачке „Кеби"
- Клуб пољопривредника
- Удружење виноградара и винара
- Рибарско удружење „Смуђ“
- Фудбалско спортско друштво "ФК Кулпин
- Одбојкашки клуб Кулпин
- ШК Кулпин

## Међународна сарадња
- Кулпин је побратим са насељем Јегуновце које се налази у Македонији.
- Кулпин је склопио уговор о културној и спортској сарадњи са Ријечком насељем које се налази у Словачкој.

## Демографија
У насељу Кулпин живи 2391 пунолетни становник, а просечна старост становништва износи 39,9 година (38,6 код мушкараца и 41,1 код жена). У насељу има 1090 домаћинстава, а просечан број чланова по домаћинству је 2,73.
Ово насеље је углавном насељено Словацима (према попису из 2002. године), а у последња три пописа, примећен је пад у броју становника.
|  |

| Демографија | Демографија | Демографија |
| Година      | Становника  | Становника  |
| ----------- | ----------- | ----------- |
| 1948.       | 3.578       |             |
| 1953.       | 3.728       |             |
| 1961.       | 3.742       |             |
| 1971.       | 3.312       |             |
| 1981.       | 3.226       |             |
| 1991.       | 3.203       | 3.110       |
| 2002.       | 2.976       | 3.104       |

| Етнички састав према попису из 2002.‍ | Етнички састав према попису из 2002.‍ | Етнички састав према попису из 2002.‍ | Етнички састав према попису из 2002.‍ | Етнички састав према попису из 2002.‍ |
| ------------------------------------ | ------------------------------------ | ------------------------------------ | ------------------------------------ | ------------------------------------ |
|                                      |                                      |                                      |                                      |                                      |
| Словаци                              | Словаци                              |                                      | 2.116                                | 71,10%                               |
| Срби                                 | Срби                                 |                                      | 634                                  | 21,30%                               |
| Југословени                          | Југословени                          |                                      | 43                                   | 1,44%                                |
| Роми                                 | Роми                                 |                                      | 38                                   | 1,27%                                |
| Хрвати                               | Хрвати                               |                                      | 21                                   | 0,70%                                |
| Мађари                               | Мађари                               |                                      | 8                                    | 0,26%                                |
| Црногорци                            | Црногорци                            |                                      | 6                                    | 0,20%                                |
| Украјинци                            | Украјинци                            |                                      | 6                                    | 0,20%                                |
| Чеси                                 | Чеси                                 |                                      | 1                                    | 0,03%                                |
| Словенци                             | Словенци                             |                                      | 1                                    | 0,03%                                |
| Русини                               | Русини                               |                                      | 1                                    | 0,03%                                |
| Немци                                | Немци                                |                                      | 1                                    | 0,03%                                |
| Македонци                            | Македонци                            |                                      | 1                                    | 0,03%                                |
| непознато                            | непознато                            |                                      | 24                                   | 0,80%                                |

| Година пописа     | 1948. | 1953. | 1961. | 1971. | 1981. | 1991. | 2002. |
| ----------------- | ----- | ----- | ----- | ----- | ----- | ----- | ----- |
| Број домаћинстава | 989   | 1.070 | 1.166 | 1.012 | 1.068 | 1.156 | 1.090 |

| Број чланова      | 1   | 2   | 3   | 4   | 5  | 6  | 7 | 8 | 9 | 10 и више | Просек |
| ----------------- | --- | --- | --- | --- | -- | -- | - | - | - | --------- | ------ |
| Број домаћинстава | 228 | 320 | 194 | 255 | 63 | 20 | 9 | 1 | 0 | 0         | 2,73   |

| Пол    | Укупно | Неожењен/Неудата | Ожењен/Удата | Удовац/Удовица | Разведен/Разведена | Непознато |
| ------ | ------ | ---------------- | ------------ | -------------- | ------------------ | --------- |
| Мушки  | 1.224  | 350              | 758          | 58             | 57                 | 1         |
| Женски | 1.278  | 232              | 765          | 235            | 42                 | 4         |
| УКУПНО | 2.502  | 582              | 1.523        | 293            | 99                 | 5         |

| Пол    | Укупно                    | Пољопривреда, лов и шумарство | Рибарство                            | Вађење руде и камена | Прерађивачка индустрија       |
| ------ | ------------------------- | ----------------------------- | ------------------------------------ | -------------------- | ----------------------------- |
| Мушки  | 691                       | 288                           | 0                                    | 0                    | 195                           |
| Женски | 428                       | 149                           | 0                                    | 0                    | 143                           |
| УКУПНО | 1.119                     | 437                           | 0                                    | 0                    | 338                           |
| Пол    | Производња и снабдевање   | Грађевинарство                | Трговина                             | Хотели и ресторани   | Саобраћај, складиштење и везе |
| Мушки  | 7                         | 41                            | 53                                   | 15                   | 27                            |
| Женски | 1                         | 3                             | 46                                   | 7                    | 2                             |
| УКУПНО | 8                         | 44                            | 99                                   | 22                   | 29                            |
| Пол    | Финансијско посредовање   | Некретнине                    | Државна управа и одбрана             | Образовање           | Здравствени и социјални рад   |
| Мушки  | 3                         | 10                            | 16                                   | 12                   | 2                             |
| Женски | 3                         | 4                             | 9                                    | 17                   | 24                            |
| УКУПНО | 6                         | 14                            | 25                                   | 29                   | 26                            |
| Пол    | Остале услужне активности | Приватна домаћинства          | Екстериторијалне организације и тела | Непознато            | Непознато                     |
| Мушки  | 12                        | 0                             | 0                                    | 10                   | 10                            |
| Женски | 15                        | 2                             | 0                                    | 3                    | 3                             |
| УКУПНО | 27                        | 2                             | 0                                    | 13                   | 13                            |

## Знаменити Кулпинци
- Стефан Стратимировић (1757–1836), карловачки митрополит,
- Георгије Бранковић (1830–1907), архиепископ карловачки,
- Феликс Кутљик III. (1883–1954), словачки публициста и привредни радник,
- Михал Милан Харминц (1869–1964), један од најактивнијих словачких архитеката.
- Павел Цеснак (1906–1959), директор гимназије у Петровцу и ОШ у Кулпину и политички радник
- Михал Хасик (1946–2021), сликар
- Властислав Цеснак (1945–2019), сликар
- Катарина Хлавачова (1913–1992), сликар
- Светлана Гајинов Ного (1960–2017), професор, писац и сликар

## Галерија
- Стара стамбена зграда
- Евангеличка црква
- Православна црква
- Музејски комплекс Кулпин — „Велики дворац“
- Музејски комплекс Кулпин — Поглед на „Велики дворац“ из парка
- Музејски комплекс Кулпин — Коњушнице
- Музејски комплекс Кулпин — „Мали дворац“
- Стамбена зграда
- Евангеличка (Словачка) црква у Кулпину
- Православна црква
- Иконостас православне цркве
- Прва словачка богомоља, слика Властислав Цеснак
- Женска школа задужбина Георгија Бранковића саграђена 1899.
- Основна школа Јан Амос Коменски у Кулпину